# 光香薷
光香薷（学名：Elsholtzia glabra）为唇形科香薷属下的一个种。

## 扩展阅读
- 維基物種上的相關：光香薷